# Archaische Periode (Amerika)
Die Archaische Periode ist eine archäologische Epoche in der Vorgeschichte Nordamerikas und bis Mittelamerika reichend, die an die paläoindianische Periode anschließt. Der Begriff und seine Abgrenzung sind umstritten, als Beginn wird in der Regel für Mesoamerika 8000 v. Chr. und in Nordamerika etwa 6000 v. Chr., als Ende je nach betrachteter Region etwa 2000 v. Chr. für Mesoamerika und einzelne Kulturen Nordamerikas, 1000 v. Chr. für das östliche Nordamerika und diverse Zeitpunkte zwischen 1500 v. Chr. und etwa dem Jahr 500 für Kulturen des westlichen Nordamerikas angenommen. In mehreren Kulturarealen wie dem Großen Becken, in Kalifornien und auf dem Columbia-Plateau endete sie nicht vor dem Kontakt mit europäischstämmigen Weißen.
In der Archaischen Periode leben die Menschen weiterhin als Jäger und Sammler, jedoch nimmt die Bedeutung von wildwachsenden Pflanzen gegenüber der Jagd zu. Als Technologien standen Steinwerkzeuge und Flechtwerk zur Verfügung. Im Laufe der Epoche entwickeln die Menschen neue Kulturtechniken wie den Bau von Brunnen, am Ende der archaischen Periode liegen erste Anfänge des Ackerbaus, der Keramik und generell der Sesshaftwerdung.
Die Kulturen der Archaischen Periode sind mit der Mittelsteinzeit Eurasiens vergleichbar.

## Begriffsgeschichte
Der Begriff archaic wurde erstmals 1932 von dem Archäologen William A. Ritchie verwendet. Er bezeichnete damit eine Jäger-und-Sammler-Kultur, die er im heutigen US-Bundesstaat New York ausgrub. Gordon R. Willey und Philip Phillips benutzten den Begriff dann in ihrer Periodisierung der nordamerikanischen Geschichte in ihrem Werk Method and Theory in American Archaeology (1958) etwa in der heutigen Bedeutung. In den 1960er Jahren wurde der klare Aufbau einer kulturellen Entwicklung in Frage gestellt und die archaische Periode als gleitender Übergang betrachtet.
Seit etwa den 1990er Jahren wurde erkannt, dass der Umbruch von Jäger-und-Sammler-Kulturen zu Ackerbauern in jeder Kultur anders, und wesentlich langsamer verlief als bisher angenommen. Das Sammeln wildwachsender Pflanzen spielte auch in Kulturen eine wesentliche Rolle, die bereits den Bewässerungsfeldbau und die Anlage von Terrassenfeldern kannten. Es wurde die Frage aufgeworfen, ob der Begriff somit noch geeignet ist:
„Wir haben uns von der Charakterisierung der Archaischen Phase Mitte des zwanzigsten Jahrhunderts so weit entfernt, dass das Konzept irreführend, wenn nicht einfach bedeutungslos geworden ist.“
Dennoch bleibt der Begriff in Verwendung, seine Definition hat aber an Aussagekraft verloren. Zur Klarstellung wird in der jüngeren Forschung zwischen der archäologischen Periode, die in englischer Sprache mit Großbuchstaben als Archaic period bezeichnet wird, und archaic (mit Minuskel) als Lebensweise der Jäger- und Sammlerkulturen auch in späteren Epochen unterschieden.

## Kulturen
Während die vorangegangenen Paläo-Indianer noch überall im Verbreitungsgebiet nahezu identische Ernährungsformen und Werkzeuge aufwiesen, differenzieren sich die Lebensweisen in der archaischen Periode stark nach den Regionen Nordamerikas und den jeweiligen Lebensräumen.
- In den Great Plains steht die Jagd auf Großwild, insbesondere den Bison, im Vordergrund.[7] Der Beginn wird auf etwa 6000 v. Chr. angesetzt, das Ende mit dem Aufkommen von Pfeil und Bogen und der Keramik um 1500 v. Chr.[4]

- Das Große Becken und Teile des heutigen Kaliforniens östlich der Sierra Nevada sind durch Wüstenklima geprägt. Hier entwickelten sich die Kulturen bis zum Kontakt mit Europäern, der teilweise erst im 19. Jahrhundert stattfand, nicht über die archaische Phase hinaus. Selbst die Fremont-Kultur als späteste klar abgrenzbare Kultur der Region zeigt nur Anfänge von Sesshaftigkeit.[4]

- Ähnlich verlief die Entwicklung auf dem Columbia-Plateau im Nordwesten Nordamerikas. Der Beginn der Archaischen Periode ist hier schwer zu datieren und liegt zwischen 6000 und 3000 v. Chr., als Ende wird erst der hier sehr späte Kontakt mit Weißen und die Einführung des Pferdes um 1800 angenommen.[4]

- Kalifornien ist hervorragend untersucht und auch hier gibt es mehrere Kulturen, die sich teilweise unterschiedlich entwickelten. Im Süden finden sich Anfänge der Archaischen Periode bereits um 8000 v. Chr., die spätesten Formen beginnen um die christliche Zeitenwende und dauern bis zum Kontakt mit Europäern im 18. Jahrhundert an.[4]

- Im Südwesten der Vereinigten Staaten entwickelten sich in der archaischen Periode verschiedene Kulturen räumlich nebeneinander, jedoch zeitlich nur teilweise überlappend: Southwestern Archaic. Unter dem Namen Picosa-Kultur wurde von Cynthia Irwin-Williams in den 1960er Jahren versucht, die Region ab der mittleren archaischen Phase (ca. 3050–1050 v. Chr.) zu erfassen. Als regionale Untergruppe der Picosa-Kultur definierte sie die Oshara-Tradition. Die Tradition deckte ursprünglich nur die sogenannte Arroyo Cuervo-Region im Nordwesten des heutigen New Mexico ab, der Begriff wird heute aber auf den ganzen Norden des amerikanischen Südwestens angewendet und zeitlich ausgeweitet. Oshara reicht jetzt von 5500 v. Chr. weit über die andernorts übliche Begrenzung der archaischen Periode hinaus bis ungefähr ins Jahr 500[4] oder 600.[8] Eine Besonderheit des Südwestens ist der Kontakt mit den wesentlich früher entwickelten mesoamerikanischen Kulturen, durch den erste Formen des Ackerbaus früher als andernorts eingeführt wurden. Die Nutzung von Keramik ist jedoch auch hier etwa gleichzeitig mit anderen nordamerikanischen Kulturarealen festzustellen. Die beiden sonst gemeinsam verlaufenden Technologiewandlungen fallen hier also auseinander.
Im Südwesten sind wegen des trockenen Klimas hölzerne Artefakte und Baumaterialien erhalten, die über die Dendrochronologie datiert werden können. Daher ist die zeitliche Zuordnung von Funden wesentlich besser möglich als in anderen Regionen der Welt. Dass dennoch oder deshalb eine klare Periodisierung hier kaum möglich ist, lässt Archäologen am Nutzen übergreifender Zuordnungen zweifeln: „Die Serien der verschiedenen Traditionen sind zwar durch absolute Daten fixiert – und dadurch zeitlich koordiniert –, beginnen und enden aber an verschiedenen Zeitpunkten; es gibt keine übergreifenden Perioden. Ob das an der guten Kenntnis der dortigen Archäologie, dem frühen Einsetzen einer absoluten Chronologie (Dendrochronologie) liegt – was bedeuten würde, daß Periodisierungen nur bei ungenauer Kenntnis möglich sind! –, oder ob es mit großen geographischen und/oder kulturellen Unterschieden erklärt werden kann, läßt sich gegenwärtig nicht entscheiden.“[9]

- Am klarsten entwickelt ist die archaische Phase im sogenannten Östlichen Waldland (engl.: eastern woodlands) vom Mississippi River zur Küste des Atlantischen Ozeans zwischen dem Golf von Mexiko und den Großen Seen. Hier sind die Entwicklungslinien aus der Dalton-Kultur am Übergang zwischen den Paläoindianern und der archaischen Periode zu frühen archaischen Funden mit corner notched/bifurcate-Projektilspitzen über die Middle archaic-Kulturen wie L’Anse Amour, Labrador und Neville site, New Hampshire zu den spätarchaischen Kulturen, unter denen die Poverty-Point-Kultur die prominenteste ist, fast vollständig nachvollziehbar. Die spätarchaischen Kulturen des Östlichen Waldlandes bauten um 4000 v. Chr. am Unterlauf des Mississippi die ersten Mounds; künstliche Hügel, die teilweise als Grabstätten dienten, teilweise in ihrer bewusst die Landschaft verändernden Form als Symbol für die Schöpfung als magisch angesehen werden,[10] aber vor allem durch die koordinierte Zusammenarbeit gemeinschaftsbildend wirkten und als Ort regelmäßiger Zusammenkünfte dienten.[11] Um 1000 v. Chr. beginnt die Woodland-Periode, die durch Sesshaftigkeit geprägt und nicht mehr als archaisch anzusehen ist.

- In Mittelamerika (siehe auch: Chronologie des präkolumbischen Mesoamerika) ist die archaische Periode durch ein wesentlich früheres Einsetzen von Ackerbau und Keramik wegen der günstigen klimatischen Bedingungen geprägt. Hier endet die Archaische Periode mit den Vorläuferkulturen der Maya bereits zwischen 2500 und 2000 v. Chr.